# ایزوبوتیریل-کوآ
ایزوبوتیریل-کوآ (به انگلیسی: Isobutyryl-CoA) با فرمول شیمیایی C۲۵H۴۲N۷O۱۷P۳S یک ترکیب شیمیایی با شناسه پاب‌کم ۸۰۸ است. که جرم مولی آن ۸۳۷٫۶۲ g/mol می‌باشد. 